# Xã Bigfork, Quận Itasca, Minnesota
Xã Bigfork (tiếng Anh: Bigfork Township) là một xã thuộc quận Itasca, tiểu bang Minnesota, Hoa Kỳ. Năm 2010, dân số của xã này là 321 người.